# Nannophlebia amaryllis
Nannophlebia amaryllis är en trollsländeart som beskrevs av Maurits Anne Lieftinck 1955. Nannophlebia amaryllis ingår i släktet Nannophlebia och familjen segeltrollsländor. IUCN kategoriserar arten globalt som otillräckligt studerad. Inga underarter finns listade i Catalogue of Life.